# Valeria del Mar
Valeria del Mar è una località balneare argentina situata nella provincia di Buenos Aires a circa 360 chilometri a sud-est della città di Buenos Aires.